# Scène de fête au Moulin-Rouge
Scène de fête au Moulin-Rouge est une peinture à l'huile sur toile (96,8 × 104,7 cm) de Giovanni Boldini, peintre italien installé à Paris ; datable vers 1889, l'œuvre, acceptée par l'État à titre de dation, est conservée au musée d'Orsay à Paris depuis 2010.

## Contexte
À partir de 1887, Boldini se passionne pour le thème des cafés. Il réalise d'innombrables croquis pris sur le vif, qui lui servent ensuite pour ses compositions complexes peintes en atelier. Les music-halls et les cafés-concerts, tels que le Mirliton, le Chat noir, les Folies Bergère ou le Moulin-Rouge, fascinent alors les peintes par leur brassage social et culturel : ouvriers, artistes, bourgeois et aristocrates, attirés par les spectacles en tous genres, s'y retrouvent dans une atmosphère de frivolité. Boldini s'intéresse dans cette œuvre au Moulin-Rouge, inauguré en octobre 1889 par Charles Zidler au 50, boulevard de Clichy, lieu déjà mythique qui est devenu immédiatement le temple des nuits parisiennes, rendu célèbre par le cancan, un symbole de la Belle Époque. Le chroniqueur Henri-Jacques écriera quelques années plus tard à son propos : « Tout se mêle, se fond et se confond dans le lent tourbillon qui, de la piste, gagne les pourtours et les promenoirs ». 

## Analyse
Boldini ne représente pas frontalement la scène du cabaret, mais se place au contraire dans la salle, entre les tables et les chaises, là où se déroule le vrai spectacle, celui des clients, habitués ou occasionnels, qui boivent, fument et courtisent les femmes. La rapidité de sa touche permet de suggérer à la fois l'ambiance sonore du lieu et les variations de la lumière artificielle.

### Détail
Boldini se serait amusé à insérer, au premier plan, un buveur aux traits semblables aux siens.